# Neoergasilus japonicus
Neoergasilus japonicus is een eenoogkreeftjessoort uit de familie van de Ergasilidae. De wetenschappelijke naam van de soort is voor het eerst geldig gepubliceerd in 1930 door Harada.